# Кайхосро Чолокашвілі

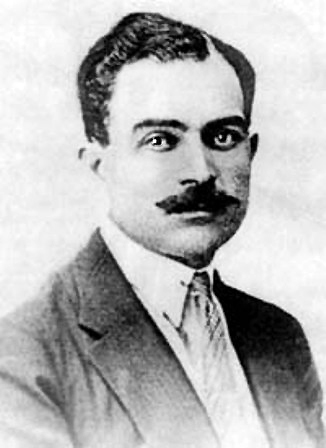

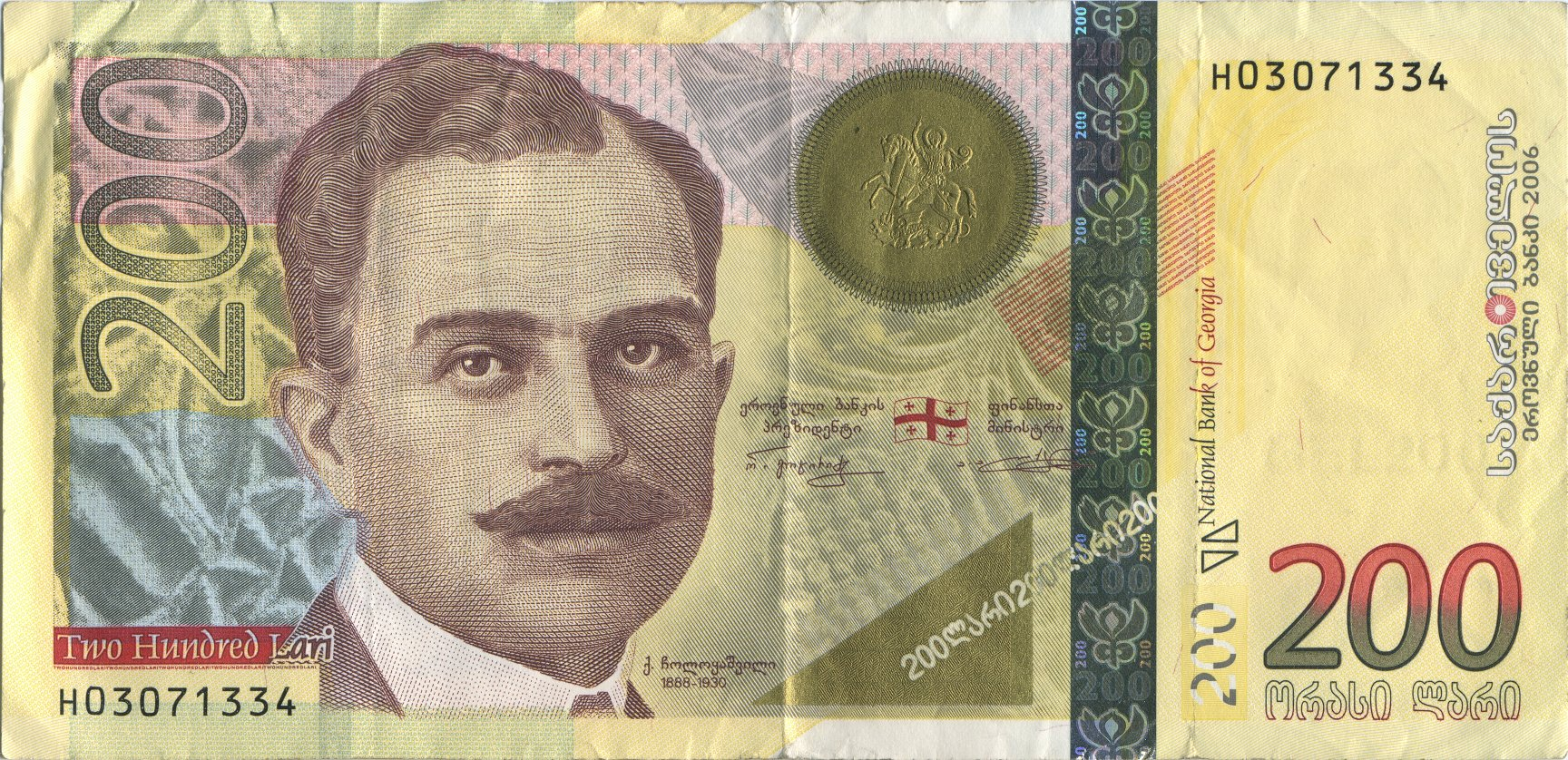
Князь на банкноті 200 ларі

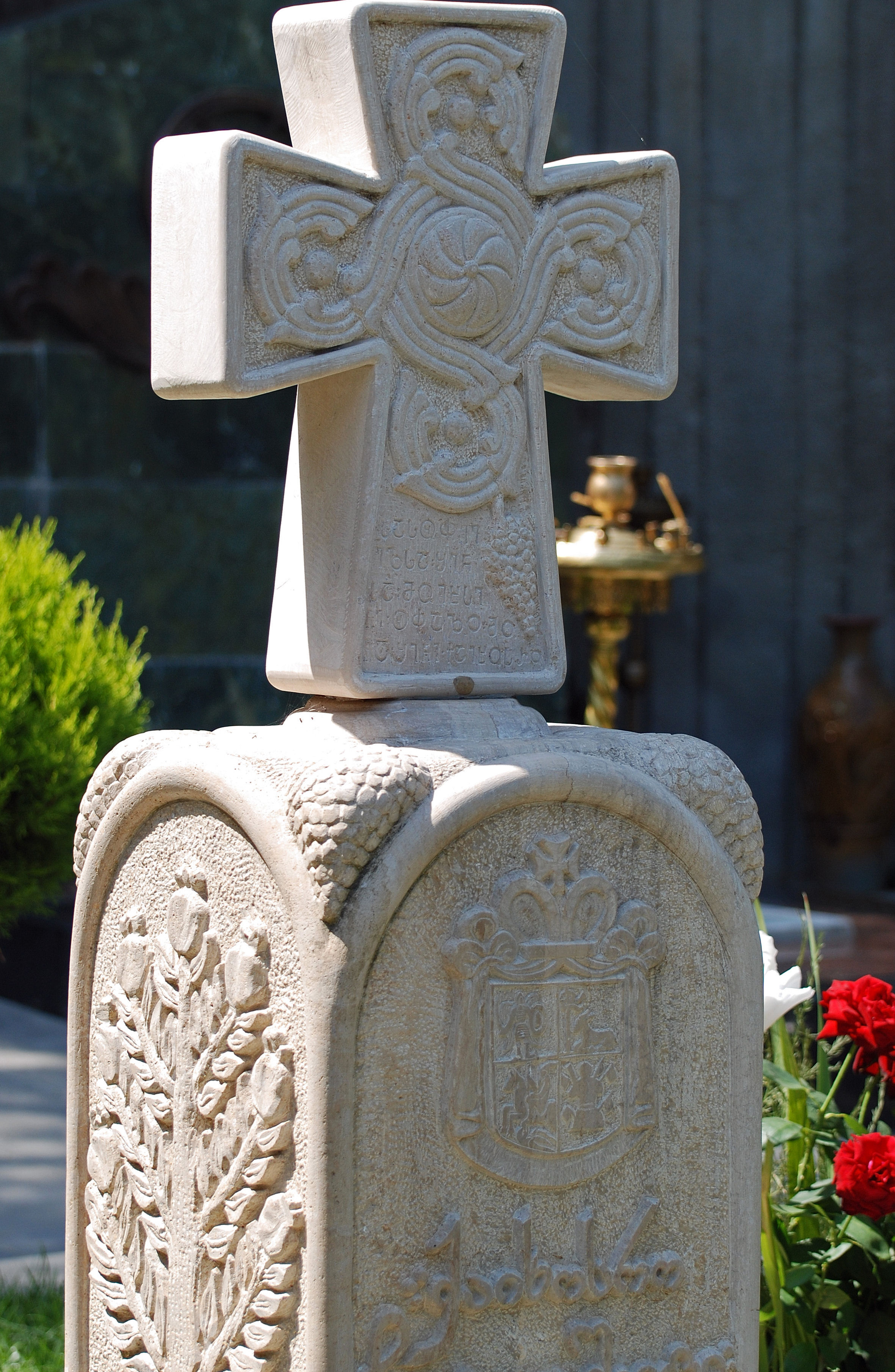
Надгробок на місці поховання князя

Кайхосро Чолокашвілі (Какуци, 1888–1930) — грузинський князь, військовий діяч, один з керівників Серпневого повстання в Грузії 1924 року, один з національних героїв сучасної Грузії.

## Біографія
Виходець з відомого роду князів Чолокашвілі, син Йосипа Чолокашвілі (у російських документах його прізвище часто писалося як «Челокаєв»).
Закінчив Тіфліську дворянську гімназію в 1907 році, вступив на військову службу. Служив у Тверському драгунському полку, в 1912 році вийшов у відставку і повернувся до Грузії, де в 1913 році одружився з Ніно Мегвінетухуцесі (мав з нею двох дочок: Катіну і Цицину).
З початком  Першої світової війни знову був призваний на дійсну службу, командував ескадроном на австрійському фронті. Після поранення переведений на Кавказький фронт. Відзначився в Сарикамишській битві; був вдруге поранений, нагороджений золотою шаблею. Після лікування брав участь в експедиції в  Персію під командуванням генерала Баратова і з'єднанні з британськими військами в Месопотамії.
Після Лютневої революції повернувся в Грузію. У середині 1917 року вступив до Національно-демократичної партії, на початку 1918 брав участь у формуванні кавалерійських частин грузинської армії; в 1919 році був заступником міністра оборони. Командував кавалерійською дивізією в грузино-вірменській і радянсько-грузинській війнах.
Після встановлення радянської влади в Грузії створив партизанський загін. У 1922 році почав повстання в Кахеті і Хевсуреті, але зазнав поразки, після чого його загін перебрався до Чечні. У 1923 році таємно перебував у Тбілісі, конспіративно зустрівся з членами Комітету незалежності. У 1924 році під час Серпневого повстання атакував військові казарми в Манглісі, але був відкинутий. Взяв село Приют, потім — місто Душеті, але змушений був їх залишити, оскільки не отримав підтримки.
На початку вересня 1924 року чекістами були розстріляні 44 грузинських повстанця, в тому числі 17 князів і 18 бійців загону Чолокашвілі. Наприкінці 1924 року князь Чолокашвілі разом з частиною своїх бійців перейшов кордон з Туреччиною і емігрував до Франції. 1 грудня 1924 року радянська розвідка отримала такі, «що вимагають перевірки відомості», про появу «агентів Челокаєва» в Чечні.
Проживав у Франції до 1930 року і помер від туберкульозу, отриманого під час Першої світової війни. Спочатку був похований на кладовищі в Сент-Уен, кілька років по тому його прах був переміщений на кладовище «Лювіль» у Лювіль-сюр-Орж — традиційне місце поховання представників грузинської еміграції у Франції.
Ім'я Какуци Чолокашвілі знову стало популярним в Грузії наприкінці 1980-х рр. на хвилі національного відродження; його портрети можна було часто бачити на мітингах протесту. 19 жовтня 1990 року соратник Чолокашвілі, 94-річний Олександр Сулханішвілі привіз до Грузії прапор, який Какуци тримав у руках, вмираючи; цей прапор був важливою реліквією в епоху Звіада Гамсахурдіа.
Прах Какуци Чолокашвілі був перенесений з Франції до Грузії і 23 листопада 2005 року перепохований в  Мтацміндському пантеоні.
Чолокашвілі вважають національним героєм Грузії. На його честь названа вулиця в Тбілісі.